# Tề Khoảnh công
Tề Khoảnh công (chữ Hán: 齊頃公; cai trị: 598 TCN – 581 TCN), tên thật là Khương Vô Giã (姜無野), là vị vua thứ 23 của nước Tề - chư hầu nhà Chu trong lịch sử Trung Quốc.

## Thân thế
Ông là con trai của Tề Huệ công – vua thứ 22 nước Tề và cháu nội của Tề Hoàn công. Mẹ ông là Tiêu Đồng Thúc Tử.
Mùa hè năm 599 TCN, Tề Huệ công qua đời. Khương Vô Giã lên nối ngôi, tức là Tề Khoảnh công.

## Quan hệ với chư hầu

### Ngoại giao
Năm 592 TCN, nước Tấn cử Khước Khắc làm chánh sứ và Loan Kinh làm phó sứ sang Tề. Cùng lúc có sứ nước Lỗ và nước Vệ sang. Để làm mẹ vui, nhân Khước Khắc bị gù, sứ nước Lỗ bị thọt chân, sứ nước Vệ bị chột, Tề Khoảnh công bèn chọn ra người bị gù tiếp đón Khước Khắc, người bị thọt tiếp đón sứ nước Lỗ và người bị chột tiếp sứ nước Vệ. Cảnh đó làm cho các phụ nữ trong hậu cung đứng trong màn để nhìn và cười nhạo.
Khước Khắc nổi giận bèn bỏ về trước, để Loan Kinh ở lại. Khước Khắc xin Tấn Cảnh công phát binh đánh Tề để trả thù sự cười nhạo. Vua Tấn không nghe. Khước Khắc xin vua Tấn cho mình mang quân đội riêng đi đánh để báo thù riêng cũng không được chấp thuận. Tuy nhiên, Tấn Cảnh công (đang là bá chủ) cho tổ chức hội chư hầu ở Đoạn Đạo để trị tội các chư hầu không tuân phục. Mùa hè năm đó, Tề Khoảnh công sai các đại phu Cao Cố, Án Nhược, Sái Chiêu, Nam Quách Yển tới hội chư hầu.
Sự việc tiếp theo, giữa Sử ký và Kinh Xuân Thu của Khổng Tử có khác biệt. Theo Sử ký, Khước Khắc bắt và giết cả bốn sứ giả nước Tề. Theo Xuân Thu, khi sứ đoàn tới Liễm Vu, Cao Cố đoán biết nước Tấn đang thù địch nên bỏ trốn. Khi sứ đoàn tới hội thề ở đất Quyền Sở thì Tấn Cảnh công có lệnh không cho nước Tề dự. Án Nhược, Sái Chiêu và Nam Quách Yển đều bị nước Tấn bắt giam riêng biệt ra 3 nơi. Sau đó nhờ Phần Hoàng người nước Miêu can Tấn Cảnh công rằng sứ nước Tề thật tình tới dự vì muốn giữ hòa khí 2 nước. Do đó vua Tấn thả cho 3 đại phu nước Tề về.

### Chiến tranh
Sau vụ việc đó, Khước Khắc vẫn muốn trả thù nước Tề, cuối cùng vua Tấn chấp thuận. Năm 591 TCN, nước Tề bị nước Tấn hợp binh với nước Vệ sang đánh. Liên quân 2 nước đánh tới đất Dương Cốc. Thế yếu, Tề Khoảnh công phải gửi công tử Khương Cường làm con tin cho nước Tấn, quân Tấn và quân Vệ mới rút lui.
Năm 589 TCN, Tề Khoảnh công mang quân đánh nước Lỗ vì Lỗ ngả theo Tấn. Sau khi đánh bại quân Lỗ, Khoảnh công lại sang đánh Vệ - một đồng minh khác của Tấn. Vệ Mục công điều Tôn Lương Phu và Thạch Tắc mang quân ra chống, nhưng cũng bị quân Tề đánh bại. Vợ vua nước Vệ và vợ vua nước Lỗ đều sang nước Tấn, thông qua Khước Khắc báo tình hình lên vua Tấn, xin Tấn ra quân đánh Tề.
Tấn Cảnh công bèn sai Khước Khắc mang 800 cỗ xe, cùng Sĩ Nhiếp, Hàn Quyết và Loan Thư ra trận để cứu Lỗ và Vệ. Tháng 6 năm 589 TCN, quân Tề gặp liên quân 4 nước Tấn, Lỗ, Vệ và Tào ở núi Mị Châm. Hai bên giao tranh ác liệt, quân Tề bắn Khước Khắc bị thương, nhưng Khước Khắc cố nén đau tự mình thúc trống. Quân Tấn hăng hái đánh bại quân Tề.
Tề Khoảnh công thua chạy, bị tướng Tấn là Hàn Quyết truy kích. Người đánh xe cho ông là Phùng Sửu Phụ hiến kế đổi chỗ, tự mình vào xe giả làm vua Tề. Hàn Quyết đuổi tới nơi. Sửu Phụ lên giọng ra lệnh cho Tề Khoảnh công đang vào vai người đánh xe đi lấy nước suối Hòa Tuyền cho mình uống. Tề Khoảnh công vội chạy tới suối, gặp hai tướng Tề là Trịnh Chu Phủ và Uyển Phạt đánh xe khác tới, bèn nhảy lên xe chạy thoát. Phùng Sửu Phụ lộ chân tướng là người đóng thế, bị bắt về chỗ Khước Khắc; nhưng nghe lời phân tích lợi hại của Sửu Phụ đối với việc làm gương cho lòng trung nghĩa của bầy tôi, Khước Khắc tha chết cho Sửu Phụ.
Khước Khắc thả Sửu Phụ nhưng vẫn thúc quân đuổi đánh vua Tề, tiến đến Mã Lăng. Tề Khoảnh công sai Tân Mỵ Nhân đi sứ, dâng đồ châu báu để xin quân Tấn rút lui. Khước Khắc không nghe, đòi vua Tề làm đường từ đông sang tây cho quân Tấn dễ dàng sang đánh và nộp mẹ (Tiêu Đồng Thúc Tử) là người đã cười nhạo mình khi đi sứ trước kia mới chấp nhận lui quân. Tân Mỵ Nhân phân tích việc bắt làm đường và nộp mẹ làm con tin là bạo ngược, chèn ép nước Tề quá đáng. Khước Khắc chấp thuận cho nước Tề giảng hòa.

## Củng cố chính quyền
Tề Khoảnh công sau khi thất bại trước quân Tấn đã chú trọng củng cố nội trị. Ông giảm nhẹ thuế má, quan tâm chăm sóc trẻ mồ côi, hỏi thăm người ốm, không cấm dân vào vườn của vua, mang của cải trong kho ra cứu giúp dân. Nhân dân nước Tề rất cảm phục ông.
Về mặt ngoại giao, ông tăng cường dùng lễ hậu đối đãi với chư hầu để duy trì hòa bình. Năm 588 TCN, Tề Khoảnh công sang chầu nước Tấn nhân lúc nước Tấn bắt đầu đặt ra Lục Khanh cho 6 họ đại phu lớn. Ông muốn tôn Tấn Cảnh công làm vương nhưng vua Tấn không dám nhận.
Năm 581 TCN, Tề Khoảnh công qua đời. Ông ở ngôi 18 năm. Con ông là Khương Hoàn lên nối ngôi, tức là Tề Linh công.

## Trong văn học
Tề Khoảng công được đề cập trong hồi 56 tác phẩm Đông Chu liệt quốc của Phùng Mộng Long:
Tề Khoảnh công bày cuộc vui cười
Phùng Sửu Phủ thay hình cứu chủ
Nhấn mạnh vào việc Tề Khoảnh công vì muốn mẹ vui mà làm trò diễu sứ giả Khước Khắc nước Tấn nên gây thành cuộc chiến giữa hai nước.